# Hydraena reticulata
Hydraena reticulata är en skalbaggsart som beskrevs av Peter Zwick 1977. Hydraena reticulata ingår i släktet Hydraena och familjen vattenbrynsbaggar. Inga underarter finns listade i Catalogue of Life.